# شباعة (الشرية)

تعديل مصدري - تعديل

شباعة هي إحدى قرى عزلة آل غنيم بمديرية الشرية التابعة لمحافظة البيضاء، بلغ تعداد سكانها 405 نسمة حسب تعداد اليمن لعام 2004.